# Betegszállítás
Betegszállítás vagy térítéses betegszállítás azt az egészségügyi szolgáltatást értjük, amikor nem akut sérült vagy nem életveszélyes állapotban lévő beteg szállítása történik, és ezen az út során egy mentőautó felszerelésének használatára valamint kísérőszemélyzet segítségére van szükség, viszont szakorvos jelenléte nem indokolt.

## Szolgáltatók
A betegszállítást vagy állami szervezet végzi (pld. az Országos Mentőszolgálat) vagy olyan magánvállalkozás, ami kifejezetten erre a szolgáltatásra szakosodott. A szállítás mentőautóval történik, amelyben képzett mentőtiszt, mentőápoló vagy szakápoló teljesít szolgálatot. Egyes esetekben akár magasabb szintű felszereléssel ellátott járművekkel, azaz esetkocsival vagy rohammentő-autóval is történhet a beteg utaztatása.

### Magán betegszállító szolgálatok
A betegnek joga van ahhoz, hogy megválassza a kórházból illetve az orvosi szakrendelőből történő haza szállítása esetén kitől szeretné megrendelni a betegszállítást. Akkor is, ha a kórház vagy az orvos szerződésben áll egy céggel, vagy ha az állami mentőszolgálatot javasolja, vagy rendelkezik megfelelő szállítójárművel.
A magánszolgáltatók, különösen az elmúlt néhány évben, erős piaci pozíciót harcoltak ki maguknak. Ennek oka pedig a cégek minőségpolitikájának köszönhető: rövid várakozási időt, minőségi betegszállítást és személyre szabott szolgáltatást nyújtanak.

## Betegszállítás alapvető esetei
- Ha a beteg részben vagy teljesen mozgáskorlátozott
- Ha a beteg állapota leromlott vagy általános gyengeségtől szenved
- Ha a beteg zavart, diszorientált és felügyeletet igényel
- Ha a beteg akut pszichiátriai kezelés alatt áll
- Fertőzőbetegség esetén
- Ha a beteg veszélyeztetett terhes
- Ha a betegnél megindult a szülés

A leggyakrabban előforduló esetek a mozgáskorlátozottságra, azaz a mobilitás részleges vagy teljes elvesztésére vezethetőek vissza. Ez leginkább az idős betegekre jellemző a náluk fellépő előrehaladott ízületi gyulladásnak köszönhetően.
Továbbá extrém baleseti sérülések vagy krónikus betegségek is okozhatják a mozgáskorlátozottságot.

## A betegszállítás tipikus fajtái
- A beteg elvitele és hazaszállítása az orvosi rendelőből
- A beteg dialízis központba történő szállítása
- A beteg kórházba és onnan haza történő szállítása
- A beteg elvitele és hazaszállítása a rehabilitációs intézetből
- A beteg elszállítása és visszavitele az idősek otthonába
- A beteg külföldre illetve külföldről haza történő szállítása
- Betegszállítás magáncélra

## Költségek
Ha a betegszállítás orvosilag indokolt és állami mentőszolgálaton keresztül történik, akkor a költségeket az Országos Egészségbiztosítási Pénztár fedezi.
A szállítást a beteg köteles fizetni azonban azokban az esetekben, amikor azt magán szolgáltatótól rendeli meg. Ezt az összeget sok egészségpénztár később visszatéríti az ügyfélnek, természetesen csak abban az esetben, ha rendelkezik megfelelő fedezetet nyújtó biztosítási kötvénnyel.
Egy budapesti kerületen belül történő szállítás esetén az ár körülbelül 9000 forinttal számolható egy útra.